# Hromový pták

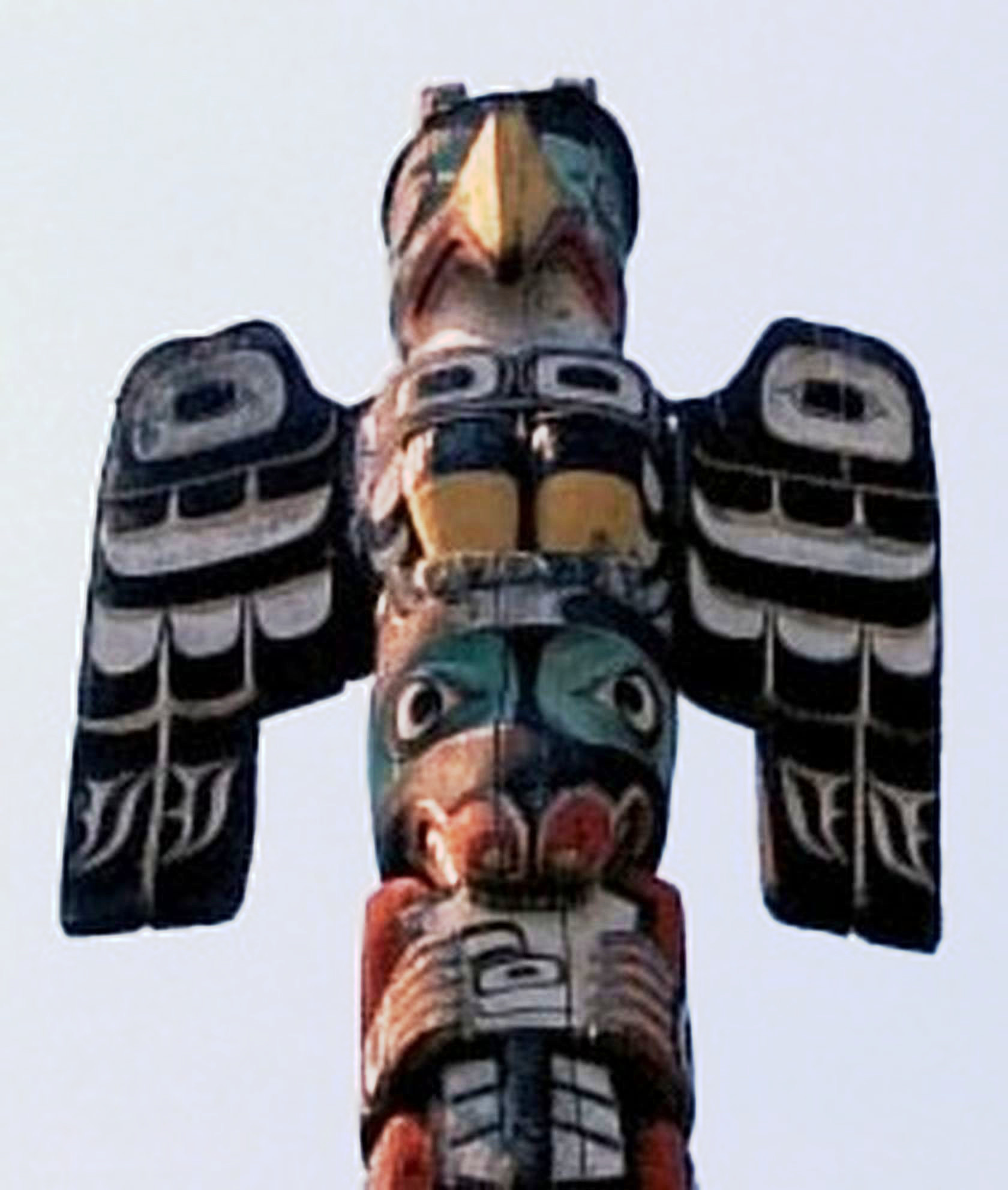
Hromový pták na vrcholu totemového sloupu kmene Kvakiutlů

Hromový pták nebo Bouřňák je legendární zvíře v mytologii některých kmenů původního severoamerického obyvatelstva. Je považován za mocnou nadpřirozenou bytost a kulturního hrdinu, údery svých křídel způsobuje hromobití. Obzvláště důležitým je v tradici původních obyvatel severního pobřeží Tichého oceánu a okolí Velkých jezer. Podle historičky Adrienne Mayorové mohou legendy o něm vycházet z nálezů fosílií ptakoještěrů původním obyvatelstvem Ameriky.

## Algonkinské kmeny
V mytologii algonkinských kmenů vládne hromový pták pozemskému světu. Podsvětí naopak vládne velký rohatý had nebo podvodní panter Mishipeshu. Hromový pták po stvořeních podsvětí sesílá svýma očima blesky a údery křídel způsobuje hromy. Hromoví ptáci jsou v umění algonkinských kmenů zobrazováni buď v detailní ptačí podobě, antropomorfně, nebo stylizovaně do tvaru složeného ze dvou trojúhelníků podobnému písmeni X s hlavou či bez hlavy. Vzácně se objevují zobrazení z profilu s křídly podél těla. Hromové ptáky často na rytinách doprovází klikaté čáry, které jsou interpretovány jako hadi nebo blesky. Podle tradice Menominíů žijí hromoví ptáci na veliké hoře vznášející se daleko na západě, ovládají déšť a krupobití a vyžívají se v boji a udatných skutcích. Jsou nepřáteli velkých rohatých hadů, před kterými ochraňují svět a lidstvo. Podle mýtů Odžibvejů stvořil šibal Nanabozho hromové ptáky aby bojovali proti podvodním duchům a trestali ty, kteří se morálně provinili. Žijí na všech čtyřech světových stranách a někdy jsou považováni za posly čtyř větrů. Na podzim, po čase nejhoršího řádění vodních duchů, odlétají na jih, odkud se na jaře vracejí spolu s ostatními ptáky. Podle kmene Kríů zplodila matka Země hromové ptáky k ochraně zvířat a lidí před hady a dalším nebezpečím.

## Další kmeny původních obyvatel
Hromový pták jménem Wakinyan, který je pomocníkem nejvyšší bytosti, se objevuje v mýtech Lakotů. Také Irokézové přisuzují ptačí bytosti jménem Hino sílu hromu. Podle legend Cimšjanů ze severního pobřeží Tichého oceánu dokáží obrovští hromoví ptáci lovit velryby.

## Galerie

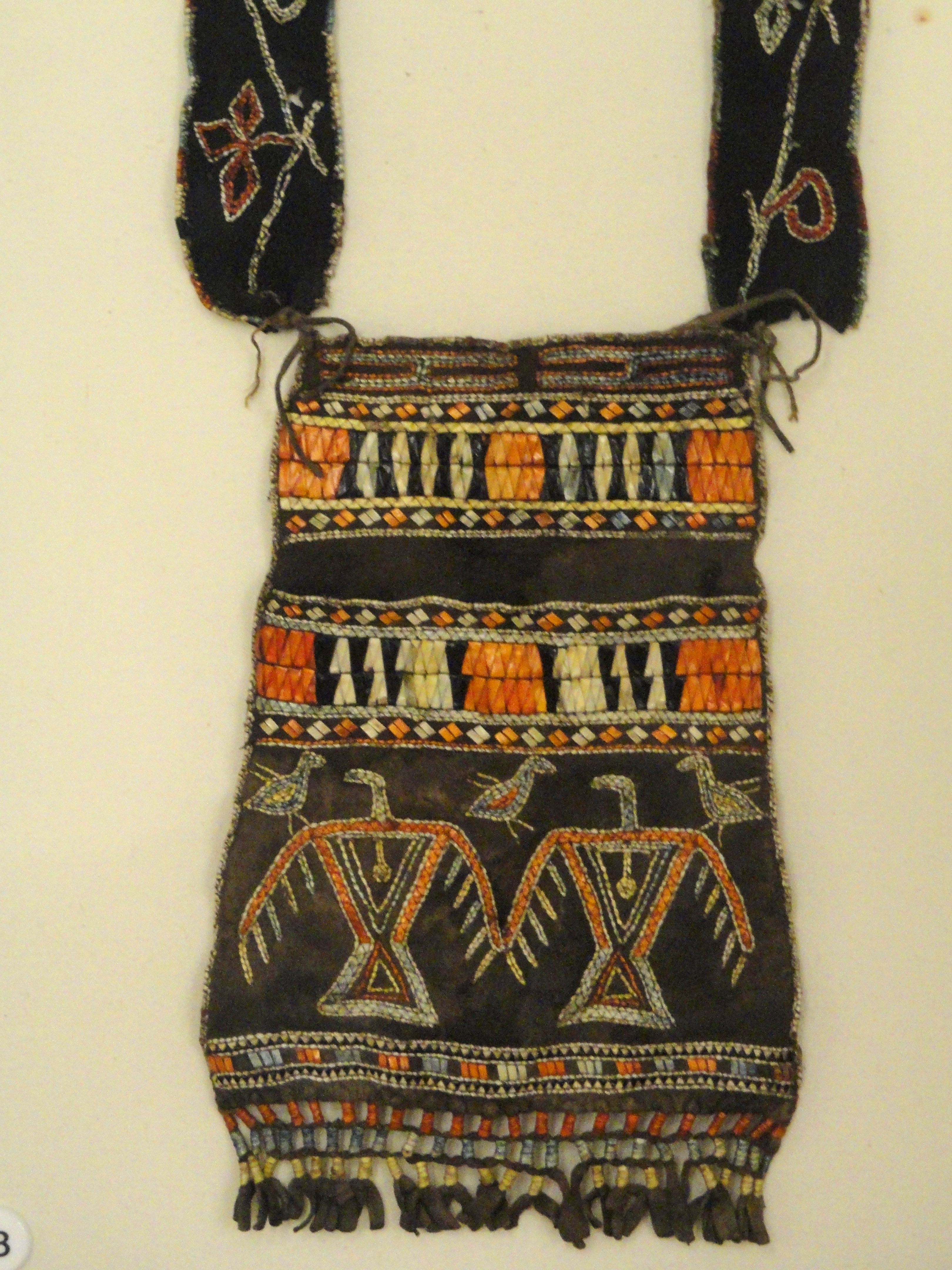
Odžibvejská mošna se vzorem hromových ptáků
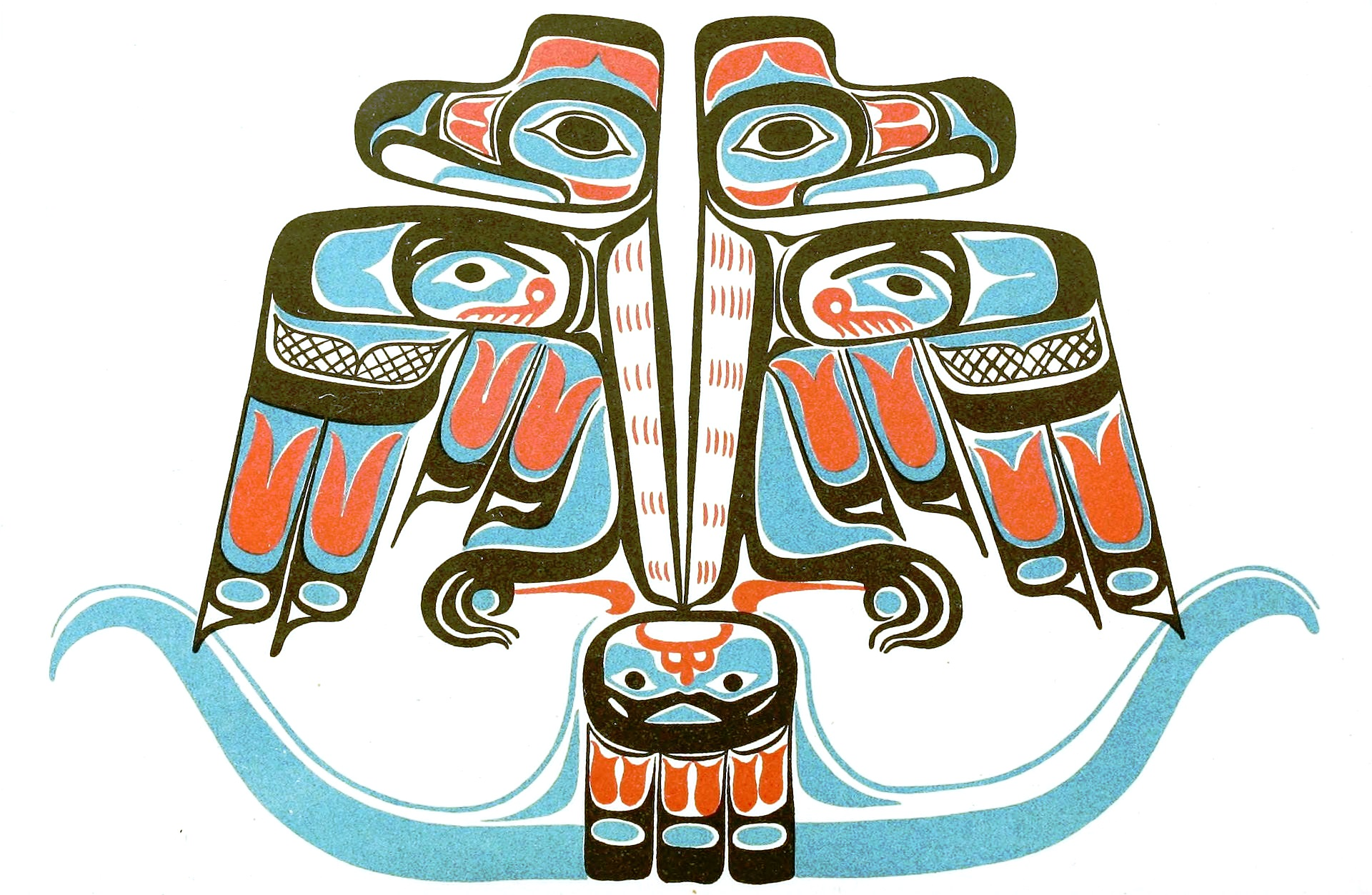
Ilustrace dvojitého hromového ptáka kmene Haidů
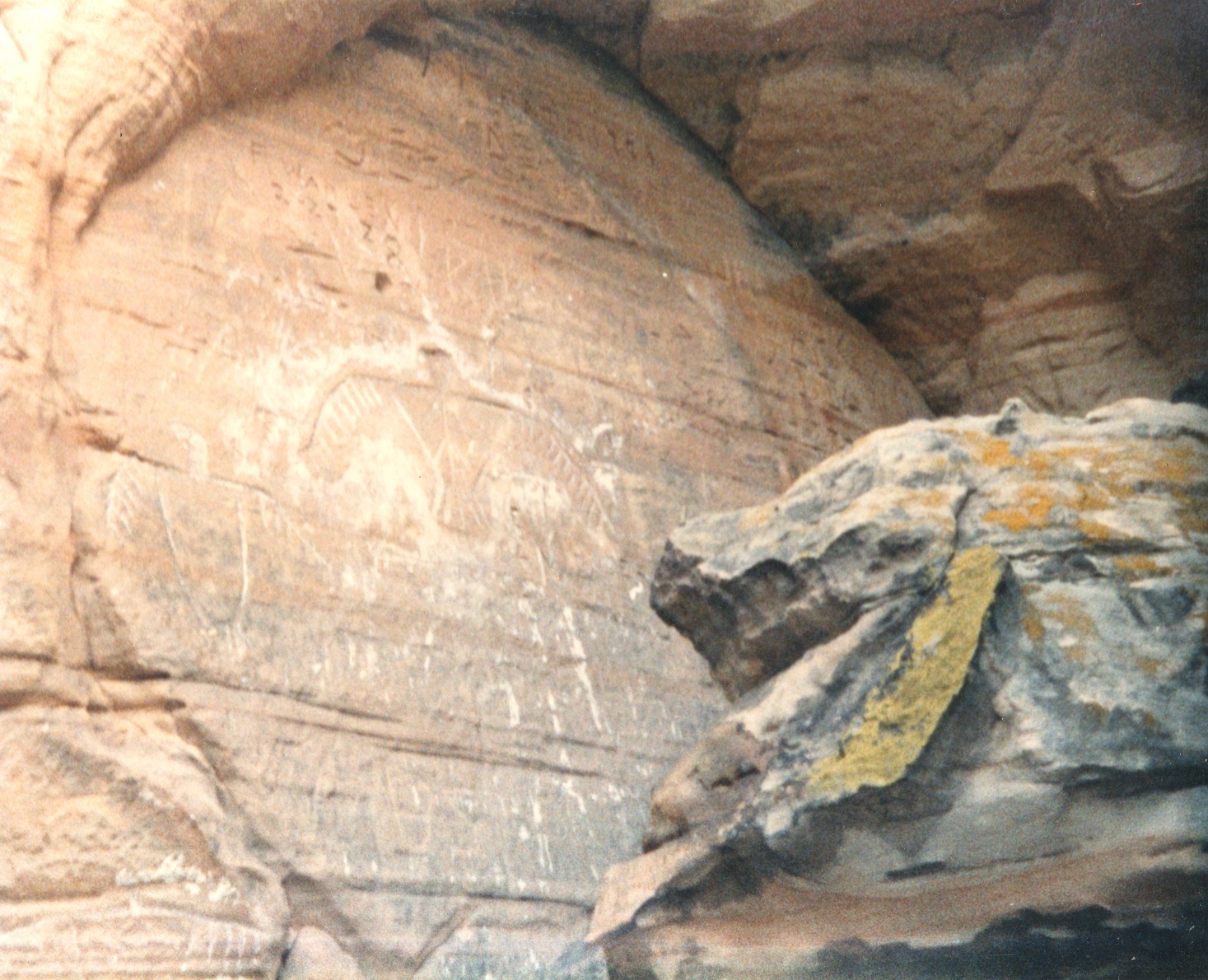
Petroglyf na pískovcové skále ve státě Wisconsin
Piktogram hromového ptáka sloužící jako podpis Velkého montreálského míru za kmen Menominíů